# Flughafen San Salvador

i7
i11
i13
Der Flughafen ist nicht zu verwechseln mit dem Militärflugplatz Ilopango (ICAO: MSSS).
Der Aeropuerto Internacional El Salvador „Monseñor Óscar Arnulfo Romero“ (IATA-Code: SAL, ICAO-Code: MSLP) liegt etwa 40 km südöstlich von San Salvador, der Hauptstadt El Salvadors, im Gemeindegebiet von Comalapa in der Nähe zur Pazifikküste. Er ist das Luftfahrt-Drehkreuz der Fluggesellschaft Avianca El Salvador und der wichtigste Flughafen El Salvadors.

Benannt ist der Flughafen San Salvador seit 2014 nach Óscar Romero, dem 1980 ermordeten Erzbischof von San Salvador.

## Geschichte
Die Regierung von El Salvador betraute die Institution des öffentlichen Rechts CEPA mit dem Bau des Flughafens. Baubeginn war 1976 und die Eröffnung fand 1980 statt. Der Bau wurde von der japanischen Hazama Gruppe (株式会社間組 Kabushiki-gaisha Hazama-gumi) durchgeführt. Betrieben wird der Flughafen von der Comisión Ejecutiva Portuaria Autónomai. Im Jahr 2014 wurde der Name des Flughafens geändert auf den Namen des ermordeten Befreiungstheologen und Bischofs Oscar Arnulfo Romero.
Der Flughafen verfügt über zwei asphaltierte Lande- und Startbahnen, wobei nur die Bahn 07/25 auf Grund ihrer Länge für internationale Flüge genutzt wird. Im Terminal befinden sich Restaurants, Cafeterien, Bars, ein Duty Free Shop, Banken, ein Postamt und Autovermietungen. Zudem hat der Terminal 22 Check-In Schalter und er verfügt über 14 Fluggastbrücken.
An dem Hauptterminal ist Platz für 17 Flugzeuge, am Frachtterminal für drei weitere.
Auf dem Gebiet des Flughafens besteht die CSL Comalapa als Basis für Operationen der US-Marine.

## Zwischenfälle
- Am 29. Juni 1988 stürzte eine Douglas DC-6BF der Aerolineas El Salvador – AESA (Luftfahrzeugkennzeichen YS-05C) kurz nach dem Start vom Flughafen San Salvador ab. Beide Besatzungsmitglieder, die einzigen Insassen auf dem Frachtflug, überlebten den Unfall.[5]

- Am 9. August 1995 verunglückte eine Boeing 737-200 der Aviateca (N125GU) auf einem Flug von Guatemala-Stadt nach San Salvador. Als die Maschine auf ein Gewitter zuflog, entschloss man sich, dieses zu umfliegen. Während dieses Manövers erklang eine GPWS-Warnung. Obwohl die Besatzung nach dem Ertönen des Warntons vollen Schub gab, konnte sie den Zusammenstoß mit dem Vulkan Chichontepec in 1800 Metern Höhe nicht mehr abwenden. Alle 65 Insassen der Maschine starben (siehe auch Aviateca-Flug 901).[6]